# Spotland Stadium
Spotland Stadium is een stadion in de Engelse stad Rochdale. De voetbalclub Rochdale AFC en de rugby league-club Rochdale Hornets spelen in het stadion hun thuiswedstrijden. Het stadium heeft 10.249 plaatsen, waarvan 1898 staanplaatsen.
Het stadion heeft vier tribunes:
- De Thwaites Beer Stand, ook bekend onder de oude naam Sandy Lane;
- De T.D.S. Stand, geopend in 1997;
- De Westrose Leisure Stand, de nieuwste tribune van het stadion;
- De Main Stand.

Spotland Stadium werd geopend in 1920. Het was eigendom van voetbalclub Rochdale AFC en had aanvankelijk slechts één tribune. In 1988 bevonden zowel Rochdale AFC als de plaatselijke rugby league-club Rochdale Hornets zich in financiële moeilijkheden. Doordat de Hornets hun stadion verkochten en een derde van Spotland kocht (nog een derde werd door de gemeente gekocht) konden beide clubs overleven. Sindsdien spelen beide hun thuiswedstrijden in het Spotland Stadium.